# Tavant
Tavant és un municipi francès, situat al departament de l'Indre i Loira i a la regió de Centre – Vall del Loira. L'any 2007 tenia 244 habitants.

## Demografia

### Població
El 2007 la població de fet de Tavant era de 244 persones. Hi havia 104 famílies, de les quals 28 eren unipersonals (8 homes vivint sols i 20 dones vivint soles), 40 parelles sense fills, 28 parelles amb fills i 8 famílies monoparentals amb fills.
La població ha evolucionat segons el següent gràfic:
Habitants censats

### Habitatges
El 2007 hi havia 152 habitatges, 104 eren l'habitatge principal de la família, 34 eren segones residències i 13 estaven desocupats. 143 eren cases i 9 eren apartaments. Dels 104 habitatges principals, 87 estaven ocupats pels seus propietaris, 16 estaven llogats i ocupats pels llogaters i 1 estava cedit a títol gratuït; 2 tenien una cambra, 7 en tenien dues, 35 en tenien tres, 24 en tenien quatre i 35 en tenien cinc o més. 54 habitatges disposaven pel capbaix d'una plaça de pàrquing. A 47 habitatges hi havia un automòbil i a 51 n'hi havia dos o més.

### Piràmide de població
La piràmide de població per edats i sexe el 2009 era:
| Homes | Edats   | Dones |
| ----- | ------- | ----- |
| 0     | 95 o +  | 0     |
| 0     | 90 a 94 | 0     |
| 0     | 85 a 89 | 0     |
| 4     | 80 a 84 | 8     |
| 4     | 75 a 79 | 4     |
| 12    | 70 a 74 | 8     |
| 4     | 65 a 69 | 12    |
| 8     | 60 a 64 | 4     |
| 0     | 55 a 59 | 4     |
| 8     | 50 a 54 | 8     |
| 12    | 45 a 49 | 8     |
| 4     | 40 a 44 | 12    |
| 12    | 35 a 39 | 4     |
| 8     | 30 a 34 | 4     |
| 4     | 25 a 29 | 12    |
| 0     | 20 a 24 | 8     |
| 0     | 15 a 19 | 12    |
| 4     | 10 a 14 | 4     |
| 12    | 5 a 9   | 0     |
| 4     | 0 a 4   | 4     |

## Economia
El 2007 la població en edat de treballar era de 154 persones, 115 eren actives i 39 eren inactives. De les 115 persones actives 103 estaven ocupades (59 homes i 44 dones) i 11 estaven aturades (4 homes i 7 dones). De les 39 persones inactives 12 estaven jubilades, 12 estaven estudiant i 15 estaven classificades com a «altres inactius».

### Ingressos
El 2009 a Tavant hi havia 115 unitats fiscals que integraven 271 persones, la mediana anual d'ingressos fiscals per persona era de 15.796 €.

### Activitats econòmiques
Dels 2 establiments que hi havia el 2007, 1 era d'una empresa de comerç i reparació d'automòbils i 1 d'una empresa classificada com a «altres activitats de serveis».
Dels 2 establiments de servei als particulars que hi havia el 2009, 1 era un taller de reparació d'automòbils i de material agrícola i 1 saló de bellesa.
L'any 2000 a Tavant hi havia 12 explotacions agrícoles que ocupaven un total de 546 hectàrees.

## Poblacions més properes
El següent diagrama mostra les poblacions més properes.